# 成都府路

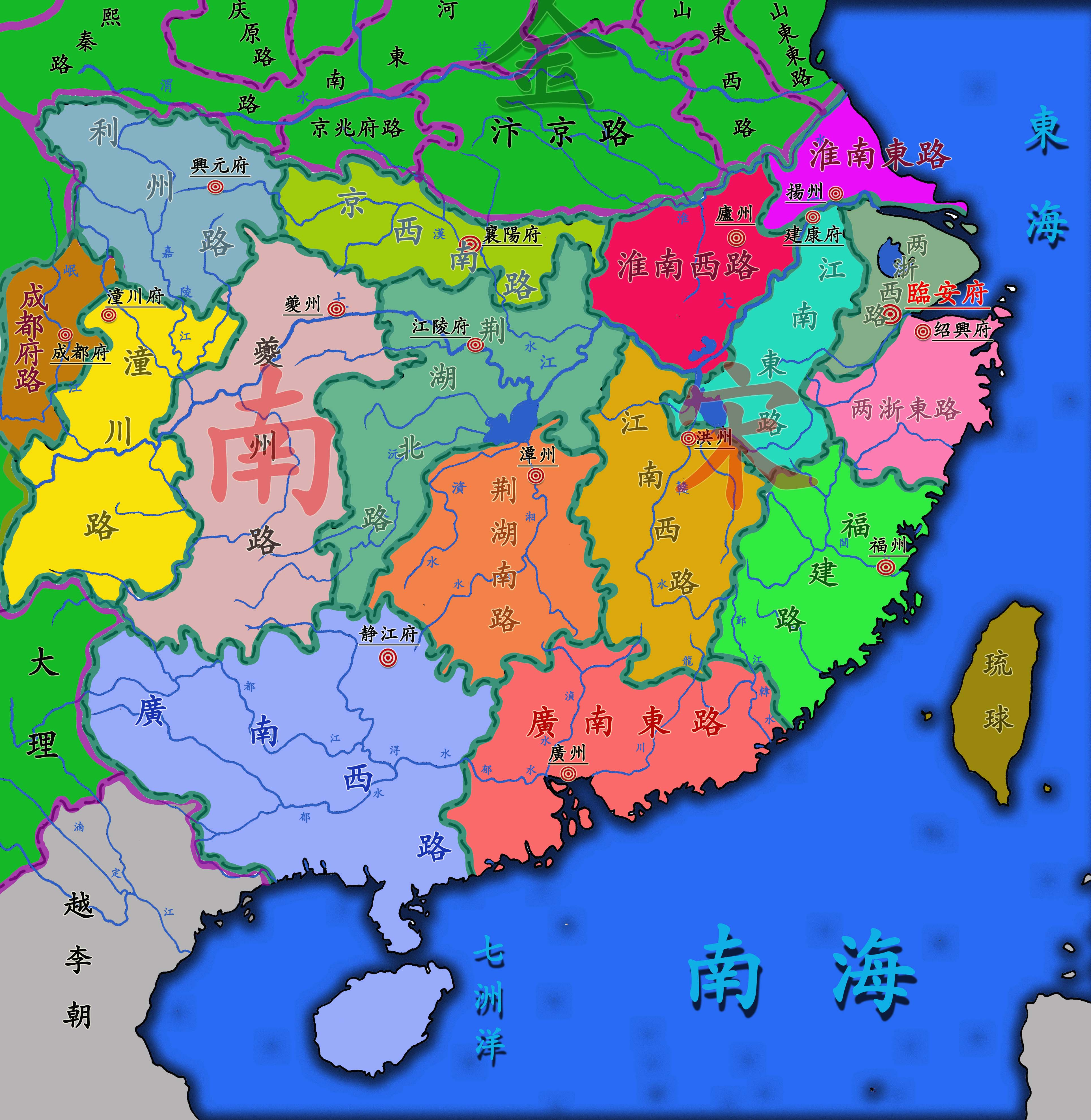
宋 分路图

成都府路，北宋时设置的路。共领一府（成都府）、十二州：（眉州，蜀州，彭州，绵州，汉州，嘉州，邛州，简州，黎州，雅州，茂州，威州）、二军（永康军、石泉军）、一监：仙井监。共计五十八县。
淳化四年（993年），王小波、李顺在成都附近的青城起义，遂克成都，建立大蜀政权。当年五月，宋军攻陷成都，起义失败，成都府被降为益州，成都府路改为益州路，成都仍为治所。嘉祐四年（1059年）改益州路置，治所在成都府（今四川省成都市）。辖境相当今四川省北川、江油等县市以南，犍为、喜德、冕宁等县以北，小金、泸定、石棉等县以东，绵阳、简阳、仁寿等市县以西地。重和元年（1118年），益州再升格为成都府，益州路再改成都府路，治所照旧。宋朝时期是成都在古代历史中最为兴旺的时期，其经济地位在国内很高。
元中统元年（1260年）废。